# Национально-демократический полюс
Национально-демократический полюс (арм. Ազգային ժողովրդավարական բևեռ), также известный как Национально-демократический альянс или Национально-демократическая партия — армянский политический альянс между Всеармянской партией «Сасна Црер», Партией национального прогресса Армении, а также рядом независимых политиков. Европейская партия Армении была одним из основателей альянса, но вышла из альянса в мае 2021 года.

## История
Альянс был основан 4 мая 2020 года 16 политическими лидерами из-за недовольства премьер-министром Армении Николом Пашиняном борьбой с пандемией COVID-19 в Армении. Затем альянс переключил своё внимание на недостатки правительства Армении во время войны в Нагорном Карабахе 2020 года. Альянс критикует подписанное в 2020 году соглашение о прекращении огня в Нагорном Карабахе и активно призывает к отставке Никола Пашиняна с поста премьер-министра. Альянс предложил себе взять на себя временную власть сроком на один год, после чего должны были состояться выборы.
Создание альянса было предложено Всеармянской партией «Сасна црер», которая призывала к единству всех продемократических сил в стране. Впоследствии к нему присоединилась Европейская партия Армении. Альянс также поддержали ключевые члены Союза национального самоопределения, а также несколько независимых политиков. 26 февраля 2021 года партия «Гражданское решение» провела совместный митинг с «Национально-демократическим полюсом» в Ереване. 5 апреля 2021 года члены правления Партии национального прогресса объявили о своём решении присоединиться к Национально-демократическому полюсу.
Между тем, национально-демократический полюс очень скептически относился к тогдашнему правящему Альянсу «Мой шаг», Республиканской партии Армении и недавно созданному «Движению спасения Родины» и обвинял эти партии и их лидеров в том, что они прежде всего служат интересам России.
Альянс считает, что союз Армении с Европейским Союзом, НАТО и Соединёнными Штатами необходим в результате общественного недовольства обращением России с Арменией во время войны в Нагорном Карабахе 2020 года. 20 марта 2021 года прошёл митинг, на котором толпа вместе с флагом Армении размахивала флагами ЕС, Франции и США. Сторонники также скандировали: «Отныне ветры будут дуть с запада, а не с севера».
Альянс имеет несколько административных офисов по всей Армении, а также зарубежный офис в Лос-Анджелесе.
10 мая 2021 года Тигран Хзмалян объявил, что Европейская партия Армении выходит из альянса «Национально-демократический полюс» и что партия будет самостоятельно участвовать в парламентских выборах в Армении 2021 года.
18 мая 2021 года «Национально-демократический полюс» подтвердил, что примет участие в парламентских выборах в Армении 2021 года, а альянс возглавит Ваге Гаспарян. По итогам выборов альянс набрал 1,49 % голосов избирателей, не получив ни одного места в Национальном собрании.
Альянс продолжает свою деятельность как внепарламентская сила.

## Членство
По состоянию на 27 мая 2020 года к альянсу присоединился 81 видный политический, общественный и иной деятель. Ключевые члены альянса:
- Ара Папян — бывший посол Армении в Канаде, гражданин США.
- Жирайр Сефилян — политический активист и лидер Всеармянской партии «Сасна Црер».
- Тигран Хзмалян — председатель Европейской партии Армении.
- Варужан Аветисян — секретариат Всеармянской партии «Сасна црер».
- Альберт Багдасарян — политик.
- Аркадий Варданян — политик, член Европейской партии Армении.
- Егише Петросян — политик.
- Гагик Саруханян — член Союза национального самоопределения.
- Тигран Калайджян — президент Всеобщего армянского благотворительного союза Кипра.

## Идеология
Альянс поддерживает создание новой конституции (против которой выступает подавляющее число жителей Армении), улучшение обороны и безопасности Армении, реформирование системы уголовного правосудия, поощрение широкомасштабной репатриации армянской диаспоры в Армению.
С точки зрения внешней политики, как Всеармянская партия «Сасна црер», так и Европейская партия Армении откровенно прозападны, проамерикански и проевропейски настроены. Альянс призывает к подлинно независимой Армении и отвергает как турецкое, так и российское влияние в Армении и Арцахе. Обе партии выступают против нынешнего членства Армении в Евразийском Союзе, в то время как Европейская партия Армении активно призывает Армению начать первые шаги переговоров о вступлении в Европейский Союз.

## Деятельность
Альянс принимает участие в ежедневных уличных протестах в центре Еревана и организовал ещё несколько акций протеста по всей Армении. Несколько сторонников альянса были арестованы за участие в несанкционированных протестах. Сам альянс был обвинён местной полицией в проведении митингов с нарушением закона.
Альянс запросил встречу с Минской группой ОБСЕ для обсуждения мирного урегулирования Карабахского конфликта и самоопределения Арцаха.
11 августа 2020 года альянс опубликовал заявление, осуждающее президента Беларуси Александра Лукашенко. Альянс обвинил его в применении насилия и преследований против народа после президентских выборов и во время протестов в Белоруссии 2020 года.
26 февраля 2021 года во время акции протеста Тигран Хзмалян заявил, что Армения должна оставаться демократической и остерегаться вмешательства России во внутренние дела Армении.
5 марта 2021 года Ара Папян во время митинга в Ереване призвал к укреплению двусторонних отношений с США и заявил, что Армения должна расширить своё сотрудничество с НАТО. Стоит добавить, что ещё до начала Второй Арцахской войны, Папян вывез своего сына призывного возраста в США.
15 марта 2021 года альянс прошёл маршем перед посольством Франции в Ереване. Участники призвали к развитию стратегического партнерства и расширению военного сотрудничества между Арменией и Францией.
23 марта 2021 года члены альянса доставили письмо в посольство Ирана в Ереване. В письме Ирану предлагалась помощь в предоставлении альтернативной гарантии энергетической безопасности Армении, чтобы уравновесить чрезмерную зависимость Армении от России в удовлетворении её энергетических потребностей.
25 марта 2021 года члены альянса встретились с президентом Армении Арменом Саргсяном, чтобы обсудить продолжающийся внутренний кризис в Армении, включая пути преодоления внутренних и внешних вызовов.
29 марта 2021 года зарубежные члены альянса провели митинг в Глендейле, Калифорния.
21 февраля 2023 года в Ереване состоялась конференция демократических сил, включая оппозиционные политические партии и гражданское общество. В мероприятии приняли участие делегаты Национально-демократического полюса, Европейской партии Армении, партии «Республика», Союза национального самоопределения, а также более десятка представителей армянских организаций гражданского общества. Участники конференции призвали правительство Армении объявить о выходе из ОДКБ и Евразийского союза и перестроить военную интеграцию Армении с США и Западом. Кроме того, участники подписали декларацию, призывающую правительство немедленно подать заявку на членство Армении в ЕС.

## Выборы

### Парламентские выборы
| Выборы | Лидер         | Голосов | %    | Мест     | +/– | Положение | Позиция          |
| ------ | ------------- | ------- | ---- | -------- | --- | --------- | ---------------- |
| 2021   | Ваге Гаспарян | 18,976  | 1.49 | 0 из 107 | ▬ 0 | ▲ 8-й     | Внепарламентская |